# Residenset i Visby
Länsresidentet i Visby är en byggnad vid Strandgatan i Visby, som inrymmer bostads- och representationslokaler för landshövdingen i Gotlands län. Byggnaden förvaltas av Statens fastighetsverk  och är byggnadsminne sedan 1935. 

## Historik
Byggnaden uppfördes under senare hälften av 1700-talet som privatbostad och inköptes av staten 1822 för att bli länsresidens. Efter förre ägaren, köpmannen Nils Johan Schwan, kallades det "Schwanska huset" . Därefter har utbyggnader skett och på 1860 tillfördes grannhuset, den så kallade Westbergska gården.